# Ернст Лубич
Ернст Лубич (Берлин, 29. јануар 1892 — Лос Анђелес, 30. новембар 1947) био је немачки и амерички редитељ, продуцент, сценариста и глумац. Урбане комедије понашања донеле су му репутацију најелегантнијег и најсофистициранијег холивудског редитеља. Познат је по филмовима као што су: Ниночка, Трговина иза угла и Бити или не бити.
Године 1946. добио је Оскара за животно дело за изузетан допринос филмској индустрији.